# 27 Pułk Artylerii Lekkiej
27 Pułk Artylerii Lekkiej (27 pal) – oddział artylerii lekkiej Wojska Polskiego II Rzeczypospolitej.
Oddział został sformowany w październiku 1921 roku jako 27 pułk artylerii polowej. W jego skład weszły: 3, 7 i 8 baterie 3 pułku artylerii polowej Legionów oraz 7, 8 i 9 baterie 13 pułku artylerii polowej. Bateria zapasowa wywodziła się z dywizjonu z 13 pułku artylerii ciężkiej z Modlina.

Pułk stacjonował w garnizonie Włodzimierz Wołyński, na terenie Okręgu Korpusu Nr II. Był organiczną jednostką artylerii 27 Dywizji Piechoty. Pod względem wyszkolenia oddział podporządkowany był dowódcy 2 Grupy Artylerii.

19 maja 1927 roku Minister Spraw Wojskowych marszałek Polski Józef Piłsudski ustalił i zatwierdził dzień 2 października, jako datę święta pułkowego. Pułk obchodził swoje święto w rocznicę sformowania w roku 1921.
31 grudnia 1931 roku Minister Spraw Wojskowych, marszałek Polski Józef Piłsudski przemianował 27 pułk artylerii polowej na 27 pułk artylerii lekkiej.
W sierpniu 1939 roku pułk wszedł wraz z macierzystą dywizją w skład Korpusu Interwencyjnego na Pomorzu.
W kampanii wrześniowej walczył w ramach Armii „Pomorze”. Od 2 września pułk wspierał piechotę i wraz z nią przebijał się na południe. 14 września bronił przepraw pod Płockiem. 17 i 18 września został rozbity nad dolną Bzurą.
Cztery baterie pułku prowadziły walkę na przedmościu bydgoskim.

## Formowanie i działania poprzedników pułku
Powstanie i walki 3 baterii 3 pułku artylerii polowej Legionów
W październiku w Krakowie w koszarach łobzowskich sformowana została 2 bateria 2 krakowskiego pap. Na wyposażeniu posiadała austriackie 9 cm armaty polowe wz. 75.
15 grudnia pod dowództwem por. Mieczysława Łodzińskiego skierowana została na front cieszyński. Już 29 grudnia przydzielono ją do Grupy operacyjnej „Bug” z zadaniem wsparcia obrońców Lwowa. 4 stycznia 1919 przewieziona została do Rawy Ruskiej i z marszu wsparła 36 pułk piechoty w walkach o Żółkiew. 7 stycznia walczyła z Ukraińcami pod Kulikowem, a 9 stycznia przedarła się do Lwowa. Tu uczestniczyła w walkach pod Kulparkowem, Skniłowem, Małą i Dużą Sygniówką.
W kwietniu baterię przewieziono koleją do rejonu Chyżniowa. Stąd prowadziła działania zaczepne w kierunku na Sambor i Stanisławów. Wspierała ogniem oddziały 3 DP Leg. W końcu maja otrzymała austriackie 100 mm haubice wz. 14. W czerwcu walczyła przeciw ofensywie ukraińskiej i dalej brała udział w kontrofensywie wojsk polskich. Po odbiciu Brzeżan walczyła pod m. Pietnikowiec nad Strypą, a następnie ścigała wojska ukraińskie aż do Zbrucza. W pierwszych dniach lipca 2 krakowski pap wszedł w skład nowo utworzonego 3 pap Leg. Bateria pozostała przy swoim numerze wchodząc w skład I dywizjonu.
Pod koniec lipca bateria została przerzucona nad Dźwinę w rejon Drui i walczyła z bolszewickimi pociągami pancerne i artylerią nieprzyjaciela. W dniach 19–27 stycznia 1920 działała na terenie Łotwy walcząc pod Dryssą, Gajem, Kozłowszczyzną i Jaskowem. W kwietniu i maju bateria stacjonowała w rejonie Dokszyce−Głębokie. Potem walczyła nad Górną Berezyną. Przełamanie frontu na Ukrainie przez Armię Konną Budionnego spowodowało, że bateria prowadziła działania opóźniające na kierunku Korzec, Równe i Klewań. 9 lipca właśnie pod Klewaniem bateria utraciła całe tabory.
27 lipca bateria uczestniczyła w wypadzie na Hryniki, podczas którego rozbito duży oddział piechoty i kawalerii bolszewickiej.
3 sierpnia broniła przyczółka mostowego w Łucku. Następnie wycofywała się przez Włodzimierz Wołyński do Hrubieszowa, gdzie 13 sierpnia stoczyła zwycięski bój. Dalej wspierając piechotę 3 DP Leg. ścigała bolszewików do Chełma. 16 sierpnia skierowana została na Włodawę, a następnie na Brześć, Narew i Zubrze. 20 września bateria sforsowała Swisłocz. W dniach 20–24 września trwały zacięte walki. Z walk 3 DP Leg. wyszła zwycięsko, po czym skierowana została na Łomżę i dalej w stronę Soły. Tu 3 bateria zakończyła szlak bojowy.
Powstanie i walki 7 i 8 baterii 3 pułku artylerii polowej Legionów
W 1918 roku sformowana została przez Niemców 4 bateria 9 pułku artylerii polowej. W listopadzie 1918 roku Niemców rozbrojono, a bateria rozwinęła się w dywizjon. W grudniu powstał 9 pułk artylerii polowej, a w jego skład wszedł II dywizjon ppłk. Witolda Światopełka-Mirskiego z 3 i 4 baterią. Baterie wyposażone były w austriackie 9 cm armaty wz.75. 13 kwietnia 1919 roku II dywizjon przegrupowany został w rejon Lidy. 21 kwietnia wkroczył do Wilna, a jego 3 bateria zajęła stanowiska wsią Waką. 4 bateria walczyła pod Niemenczynem.
Do końca czerwca prowadzono tylko niewielkie utarczki. 2 lipca 4 bateria wspierała zwycięskie walki o Wilejkę. 10 lipca II dywizjon skierowany został do Wilna. Po reorganizacji 3 bateria stała się 7., a 4 bateria 8. 20 lipca baterie skierowane zostały do Mołodeczna. 8 bateria zajęła stanowiska w majątku Piotrowszczyzna, a 7 bateria początkowo we wsi Migówka, potem w majątku Usza, we wsi Romany i w Łoszanach.
Podczas walk o Mińsk 7 bateria por. Andrzeja Uthke wspierała 2 pułk piechoty Legionów, a następnie grupę kpt. Brożka obchodzącą miasto od północy. W sierpniu bateria prowadziła działania zaczepne i dotarła Łodzina. 18 września bateria skierowana została w rejon Bobrujska do grupy ppłk. Rybickiego. Wspierała między innymi działania strzelców grodzieńskich. W końcu października skierowana została do Mołodeczna. Tam nastąpiło przezbrojenie pododdziału w rosyjskie 3-calowe armaty wz.02.
8 bateria walczyła w okolicach wsi Stecki, Berbeciszek, Jelonek i Dąbrowy. Rozbiła tam między innymi sztab bolszewickiej dywizji. Pod wsią Lwieniaczy obezwładniła baterię nieprzyjaciela. 3 września bateria odjechała z Mińska do Oran. Tam do 2 października pełniła służbę na polsko-litewskiej linii demarkacyjnej.
W listopadzie 7 bateria wspierała działania 1 Dywizji Litewsko−Białoruskiej w rejonie Berezyny, a następnie, aż do kwietnia 1920 działała w rejonie Lepla. 8 bateria wspierała 9 Dywizję Piechoty nad Ptyczą i Prypecią. 29 października pod Nowosiółkami została przezbrojona w austriackie 10 cm haubice wz. 14 i skierowana do Zamościa w celu uzupełnienia.
W kwietniu 1920 do Zamościa na przezbrojenie przybyła też 7 bateria. W czerwcu została skierowana na front i walczyła w obronie Zwiahla. Pod koniec czerwca broniła Korca, potem wycofała się za Horyń, dalej przez Równe, Aleksandrię, Rohacze, Klewań, Łuck, Suchą Wolę, Malewewo nad Styrem, staczając po drodze szereg walk. Z początkiem sierpnia dotarła do Hrubieszowa.
8 bateria po przezbrojeniu została skierowana w rejon Dyneburga, a następnie nad Berezynę. 20 maja walczyła pod Pustosielem i Glinną. 10 czerwca bateria została załadowana do eszelonów i przewieziona na Wołyń. Tu uczestniczyła w walkach pod Federówką, Mohylanami, Źwiłkami, Korcem. 4 lipca pod Kołodzianką zadała ponownie znaczne straty kawalerii Budionnego. Podczas dalszego odwrotu stoczyła walki pod kolonią Natalia, Michałówką, Beresteczkiem, na linii rzek Styr i Stochód, Husynnem i Korytnicą. 8 sierpnia zajęła stanowiska w rejonie Grabowca.
16 sierpnia obie baterie rozpoczęły działania w kierunku na Włodawę. Walczyły o Adamów, a następnie nacierały w kierunku Brześcia. Tu zajęto stanowiska obronne. 3 września artylerzyści ruszył na Kamieniec Litewski i dalej nad Swisłocz. 20 września walczyli pod Brzostowicami. 24 września dywizjon przeszedł do pościgu na Wołpę i dalej na Lidę. Ostatecznie 7 bateria zakończyła swój szlak bojowy w Zułowie, a 8 bateria we wsi Górze.
Powstanie i walki III dywizjonu 13 pułku artylerii polowej

28 października w Le Mans we Francji sformowana została III grupa 1 pułku artylerii polowej mjr. Mikołaja Gomulickiego. W styczniu grupa została uzupełniona byłymi jeńcami − Polakami z armii austriackiej. Wiosną grupa wyruszyła do Polski, a 24 kwietnia przybyła do Kowla. Już 14 maja grupa wspierała polskie natarcie na Łuck. 
Kolejny rozkaz skierował III grupę do Częstochowy, i dalej w rejon Dźbów – Kłobuck – Grodzisk, a 10 czerwca do Mstowa. Wobec ponownego zagrożenia Lwowa przez Ukraińców grupa została przewieziona na wschód. i od 18 lipca uczestniczyła w walkach o Smyków i Baranówkę. W kolejnych dniach przeszła na Wołyń i 11 sierpnia walczyła o Klewań. Po bitwie skierowana została w rejon Aleksandrii. 1 września 1919 III grupa przemianowana została na III dywizjon 13 pułku artylerii polowej. Pod koniec października 8 bateria por. Linde zdobywała Zwiahla, a 7. i 9 bateria wspierała ogniem wypad na wieś Bociany. Przez następne 2 miesiące dywizjon nie uczestniczył w walkach.
6 stycznia 1920 8 bateria walczyła pod Lubarem, 20 stycznia 7 bateria wspierała piechotę wypadzie na Romanów i na Pilawę. W końcu kwietnia dywizjon wziął udział w wyprawie kijowskiej. Walczył pod Holendrami. 29 maja 1920 7 bateria pod dowództwem por. Szembarskiego wraz z II/50 pułku piechoty maszerowała bez ubezpieczeń w kierunku Żywotowa. Doszło do zaciętej walki, podczas której piechota została zdziesiątkowana, a bateria wycięta przez bolszewicką jazdę. Zginęło 3 oficerów i 93 szeregowych.
Od 12 czerwca dywizjon prowadził działania odwrotowe. W tym czasie walki pod Krzywoszańsami, Lubarem i Jabłonówką, w rejonie Terespola, pod Maliszewką, Butowcami, nad Seretem, pod Cebrowem, Seredyńcami i Czernichowem. 17 sierpnia stoczył zaciekłą walkę w rejonie Krasnego. 20 sierpnia walczył na przedpolach Lwowa. Od 24 sierpnia maszerował w kierunku Rawy Ruskiej walcząc pod Żylińcami, Nowosiółkami, Telatynem, Steniatynem, Siemierzem. 1 września 8. i 9 bateria toczyła walkę pod Honiatyczami, a 5 września w rejonie Hrubieszowa. W kolejnych dniach dywizjon kierował się na Klewań i Równe, uczestniczył w wypadzie na Sarny, a 9 bateria na Zwiahel. W rejonie Zwiahla dywizjon zakończył swój szlak bojowy.
Odtworzona w Zamościu 7 bateria por. Mikołaja Rysiewicza 8 października 1920 przybyła nad Słucz. Wcześniej przybyła nowo sformowana 7 bateria. Sformowana jako 10 bateria walczyła w obronie Warszawy w rejonie wsi Cegielnia. 9 września została przewieziona do Chodorowa i wkrótce wzięła udział w walkach pod Demianowem, Szumlawami i Tarnopolem, wspierając 33 pułk piechoty.
Działania baterii zapasowej 13 dywizjonu artylerii ciężkiej

Bateria sformowana została w sierpniu 1919 roku jako oddział uzupełnień dla 1 pułku artylerii polowej i 1 pułku artylerii ciężkiej Armii Hallera. Po sformowaniu otrzymała nr 3, a jej miejscem postoju stał się Modlin.
W październiku 1919 baterię przeniesiono do Włodzimierza Wołyńskiego. W lutym 1920 została przemianowana na baterię zapasową 13 dywizjonu artylerii ciężkiej. Potem przeniesiona została do Włodawy i w grupie mjr. Franciszka Grabowskiego uczestniczyła w obronie tego rejonu. Po walkach przegrupowała się do Częstochowy, a w listopadzie 1920 wróciła do Włodzimierza Wołyńskiego.

### Kawalerowie Virtuti Militari
| Żołnierze pułku odznaczeni Krzyżem Srebrnym Orderu Wojskowego Virtuti Militari | Żołnierze pułku odznaczeni Krzyżem Srebrnym Orderu Wojskowego Virtuti Militari | Żołnierze pułku odznaczeni Krzyżem Srebrnym Orderu Wojskowego Virtuti Militari |
| ------------------------------------------------------------------------------ | ------------------------------------------------------------------------------ | ------------------------------------------------------------------------------ |
| por. Lucjan Zbigniew Adamczak                                                  | kpr. Wacław Brzozowski                                                         | por. Wacław Grudniewicz                                                        |
| ogn. Teofil Kasprzykowski                                                      | mjr Stefan Kluczyński                                                          | płk Stanisław Miller                                                           |
| st. ogn. Józef Misiewicz                                                       | por. Franciszek Mrowec                                                         | kpr. Wacław Paluch                                                             |
| por. Stanisław Podkowiński                                                     | ppłk Witold Światopełk−Mirski                                                  | ogn. Czesław Wiśniewski                                                        |
| por. Apolinary Żebrowski                                                       |                                                                                |                                                                                |

## Pułk w okresie pokoju
Reorganizacje i uzbrojenie
Pułk powołany został rozkazem Ministerstwa Spraw Wojskowych z 2 października 1921 roku.
Po zakończeniu działań wojennych z 3 pułku artylerii polowej wydzielono dowództwo III dyonu wraz z 7. i 8 baterią oraz 3 baterię. Oddziały te stały się zawiązkiem nowego, pokojowego 27 pap. 7 bateria 3 pap pod dowództwem por. Stanisława Zaleskiego stacjonowała we wsi Górze, a 8 bateria por. Stanisława Podkowińskiego w Zułowie. W sierpniu 1921 przegrupowane zostały do Zybaryszek. 20 listopada załadowano je do eszelonu i 4 dni później przybyły do Włodzimierza Wołyńskiego. Początkowo 7 bateria przyjęła nr 1, a 8 nr 2 w nowo formowanym 27 pap. W tym samym czasie III/13 pap przeszedł do Dubna, a następnie do Równego. W październiku 1921 roku przetransportowany został do Włodzimierza Wołyńskiego. 7 bateria otrzymała nr 6, 8. nr 5, a 9 bateria początkowo na 8, ostatecznie zaś nr 2.
W listopadzie 1921 roku przybyła też do Włodzimierza Wołyńskiego bateria zapasowa 13 dac. Na jej bazie rozwinięto pozostałe baterie pułku.
W 1922 roku rozwiązano 3., 6., i 9 baterię artylerii i utworzono kadrę baterii zapasowej. Trzy lata później odtworzono baterie. W tej strukturze pułk funkcjonował do początku lat trzydziestych. Wtedy to rozwiązano 6., i 9. baterię, a I dywizjon został dywizjonem alarmowym, przewidzianym do wsparcia oddziałów osłony granicy wschodniej. Zgodnie z planem reorganizacji artylerii w 1938 roku rozwiązano 3 baterię, a II dywizjon został przezbrojony w 100 mm haubice wz.14/19P. Na początku 1939 roku 3 baterię ponownie odtworzono.
Pod koniec lat 20. pułk miał na wyposażeniu 20 francuskich 75 mm armat wz. 97, cztery rosyjskie armaty 3-calowe wz. 02, osiem rosyjskich armat 3-calowych wz. 1900, trzy austriackie 10 cm haubice wz. 14, trzy ckm typu Maxim, sześć ckm typu Hotchkiss oraz karabinki i karabiny francuskie. Pułk posiadał zaledwie dwa stoliki miernicze. Stan ewidencyjny 27 pap na dzień 3 I 1928 wynosił 44 oficerów, 106 podoficerów zawodowych i nadterminowych, 829 szeregowych, stróża cywilnego, 145 koni wierzchowych oraz 239 koni taborowych i artyleryjskich.
Zgodnie z planem obronnym „W” od połowy lat trzydziestych 27 pułk artylerii lekkiej, przeznaczony był do wsparcia ogniowego piechoty, która stanowiła obsadę obszaru ufortyfikowanego na linii rzek Słucza i Horyń. Każda bateria posiadała wybrane stanowisko ogniowe wraz z pełnym przygotowaniem topograficzno–ogniowym. Kadra oficerska pułku zapoznana była z terenem planowanych walk.
Zakwaterowanie
Pododdziały, które utworzyły 27 pułk artylerii polowej zajęły we Włodzimierzu Wołyńskim dwa porosyjskie kompleksy koszarowe oddzielone od siebie drogą publiczną. Przed I wojną światową stacjonowały w nich rosyjskie pułki kawalerii. Jednemu z kompleksów nadano imię Tadeusza Kościuszki, a drugiemu Króla Władysława Jagiełły. Łączny obszar koszar wynosił około 115 ha. Koszarowce były murowane i przestronne. Brak było jednak kanalizacji, wodociągów oraz światła elektrycznego. Dopiero w 1928 wyremontowano większość pieców w izb żołnierskich. Także stajnie stały się wygodne, obszerne i ciepłe. W 1927 roku Zarząd Funduszu Kwaterunku Wojskowego przeznaczył kredyty na budowę 24-mieszkaniowego budynku podoficerskiego oraz remonty generalne dwóch innych. Po ich ukończeniu sytuacja mieszkaniowa została rozwiązana. W latach 1936–1938 na terenie koszarowym wybudowano kilkanaście działowni i wozowni. Ponadto, przy pomocy finansowej OK II, wybrukowano główne drogi wewnętrzne, opracowano plan zadrzewienia koszar oraz przygotowano stanowiska dla czynnej obrony przeciwlotniczej.
| Obsada personalna i struktura organizacyjna w marcu 1939 | Obsada personalna i struktura organizacyjna w marcu 1939 |
| -------------------------------------------------------- | -------------------------------------------------------- |
| dowódca pułku                                            | płk dypl. Andrzej Juliusz Uthke                          |
| I zastępca dowódcy                                       | ppłk Karol Lucjan Galster                                |
| adiutant                                                 | kpt. Leon Witold Miłkowski                               |
| naczelny lekarz medycyny                                 | kpt. dr Apolinary Zembrzuski                             |
| naczelny lekarz weterynarii                              | por. Zygmunt Ambroży Kotliński                           |
| oficer zwiadowczy                                        | por. Bolesław Karczewski                                 |
| II zastępca dowódcy (kwatermistrz)                       | mjr mgr Kazimierz Sobolewski                             |
| oficer mobilizacyjny                                     | kpt. adm. (art.) Tadeusz Nast                            |
| zastępca oficera mobilizacyjnego                         | por. Tadeusz Studziński                                  |
| oficer administracyjno-materiałowy                       | por. Józef Sobień                                        |
| oficer gospodarczy                                       | kpt. int. Franciszek Michnar                             |
| oficer żywnościowy                                       | chor. Jan Banasik                                        |
| dowódca plutonu łączności                                | kpt. Burnatowicz Adam Leszek                             |
| oficer plutonu                                           | por. Moszczeński Józef                                   |
| dowódca szkoły podoficerskiej                            | kpt. Franciszek Piesiewicz                               |
| zastępca dowódcy                                         | por. Władysław Piotrowski *                              |
| dowódca I plutonu                                        | ppor. Zenon Chodorowski                                  |
| dowódca II plutonu                                       | por. mgr Bolesław Kolpy                                  |
| dowódca III plutonu                                      | ppor. Jan Kostrzewa                                      |
| dowódca I dywizjonu                                      | mjr dypl. Józef Maliszewski                              |
| dowódca 1 baterii                                        | por. Franciszek Dwer                                     |
| dowódca 2 baterii                                        | kpt. Roman Ugniewski                                     |
| dowódca plutonu                                          | ppor. Ronald Filipowicz                                  |
| dowódca 3 baterii                                        | kpt. Władysław Wrotniak                                  |
| dowódca plutonu                                          | por. Witold Konrad Przemycki                             |
| dowódca II dywizjonu                                     | mjr Witold Kitkiewicz                                    |
| dowódca 4 baterii                                        | kpt. Wojciech Gurba                                      |
| dowódca 5 baterii                                        | por. Władysław Piotrowski (*)                            |
| dowódca plutonu                                          | ppor. Władysław Łuczyński                                |
| dowódca 6 baterii                                        | mjr Izydor Wilkoński                                     |
| dowódca plutonu                                          | ppor. Witold Czarnecki                                   |
| dowódca III dywizjonu                                    | mjr Stanisław Marian Kruszyński                          |
| dowódca 7 baterii                                        | p.o. ppor. Olgierd Massalski                             |
| dowódca plutonu                                          | ppor. Stanisław Malczewski                               |
| dowódca 8 baterii                                        | mjr Brunon Bosiacki                                      |
| dowódca plutonu                                          | ppor. Tadeusz Wiktor Lesiak                              |
| dowódca 9 baterii                                        | kpt. Kazimierz Kowalik                                   |
| na kursie                                                | por. Olgierd Paszkiewicz                                 |

## 27 pal w kampanii wrześniowej

### Mobilizacja
Mobilizacja alarmowa pułku zarządzona została w nocy z 13 na 14 sierpnia 1939 roku. Pracę rozpoczęła Komisja Poboru Koni, z Banku Polskiego w Zamościu pobrano pieniądze. We Włodzimierzu Wołyńskim zakupiono medykamenty a w Warszawie zegarki i maszyny do pisania. 14 sierpnia, dotychczasowy dowódca 27 pal płk dypl. Uthke przekazał stanowisko swojemu zastępcy ppłk. Karolowi Galsterowi, a sam objął dowództwo artylerii 27 Dywizji Piechoty. 
Mobilizacja przebiegała na ogół sprawnie. Część koni nie nadawała się do zaprzęgów artyleryjskich. Z polecenia gen. Smorawińskiego przekazano pułkowi kilkadziesiąt koni ze stadniny w Porycku. W związku z tym pobór koni opóźnił się około 12−14 godzin. Do pełnej obsady pułku brakowało 2 oficerów zawodowych (oficera zwiadowczego pułku i dowódcy 9 baterii), 7 oficerów rezerwy oraz obsady centrali obserwacyjnej w plutonie topograficzno−ogniowym. Zgodnie z planem pułk miał uzyskać gotowość bojową w czasie 54 godzin. Opóźnienie wynosiło około 12 godzin. W tym czasie sformowano: I dywizjon wyposażony w 75 mm armaty wz.97, II i III dywizjony wyposażone w 100 mm haubice wz. 14/19P, 10 baterię wyposażoną w 75 mm armaty oraz samodzielny patrol meteo nr 27. W czasie A+60 sformowano kolumnę taborową parokonną nr 220 i warsztat taborowy parokonny nr 217. 16 sierpnia ppłk Galster zameldował osiągnięcie gotowości bojowej pułku. Z zasobów 27 pułku artylerii lekkiej zmobilizowano oprócz wyżej wymienionych pododdziałów pułku i taborowych 27 DP w mobilizacji alarmowej w grupie czerwonej, też inne jednostki takie jak:
W I rzucie mobilizacji powszechnej w terminach od 5 do 7 dnia mobilizacji;
- 52 dywizjon artylerii lekkiej (3 baterie armat 75 mm wz. 1897),
- 62 dywizjon artylerii lekkiej (2 baterie armat 75 mm wz. 1897)

Dywizjony te według planu "W1" miały stanowić I i II dywizjony 38 pułku artylerii lekkiej 38 Dywizji Piechoty Rezerwowej.
W II rzucie mobilizacji powszechnej w terminach X+4, X+5 i X+6;
- baterię marszową 1/27 pal
- baterię marszową 1/13 pal
- Ośrodek Zapasowy Artylerii Lekkiej typ specjalny nr 2[36].

27 pal osiągnął gotowość bojową 16 sierpnia 1939 roku. rozpoczęto ładowanie pułku do transportów kolejowych wieczorem 16 sierpnia. Jako pierwszy odjechał I dywizjon armat trasą przez Brześć nad Bugiem, Czeremcha, Warszawa, Kutno, Toruń, Inowrocław Bydgoszcz. Pierwsze transporty po dojechaniu 18 sierpnia w rejon Bydgoszczy rozpoczęły wyładunek. Jako ostatni dotarł III dywizjon i został rozładowany w Złotnikach Kujawskich. Po wyładowaniu pododdziały zgrywały zaprzęgi i uzupełniały braki i usterki z mobilizacji. W dniach 25-27 sierpnia 27 pal został ponownie załadowany do transportów kolejowych i przewieziony na południe od Stargardu Gdańskiego, a tam rozmieszczony: I/27 pal wraz z 23 pułkiem piechoty w rejonie Ocypla, II/27 pal wraz z 24 pułkiem piechoty w rejonie Lubichowa, III/27 pal w rejonie Osiczna wraz z 50 pułkiem piechoty. Pułk wraz pozostałymi jednostkami 27 Dywizji Piechoty zajął stanowiska wyjściowe do ewentualnego natarcia w kierunku Gdańska w ramach Korpusu Interwencyjnego.  

### Działania bojowe

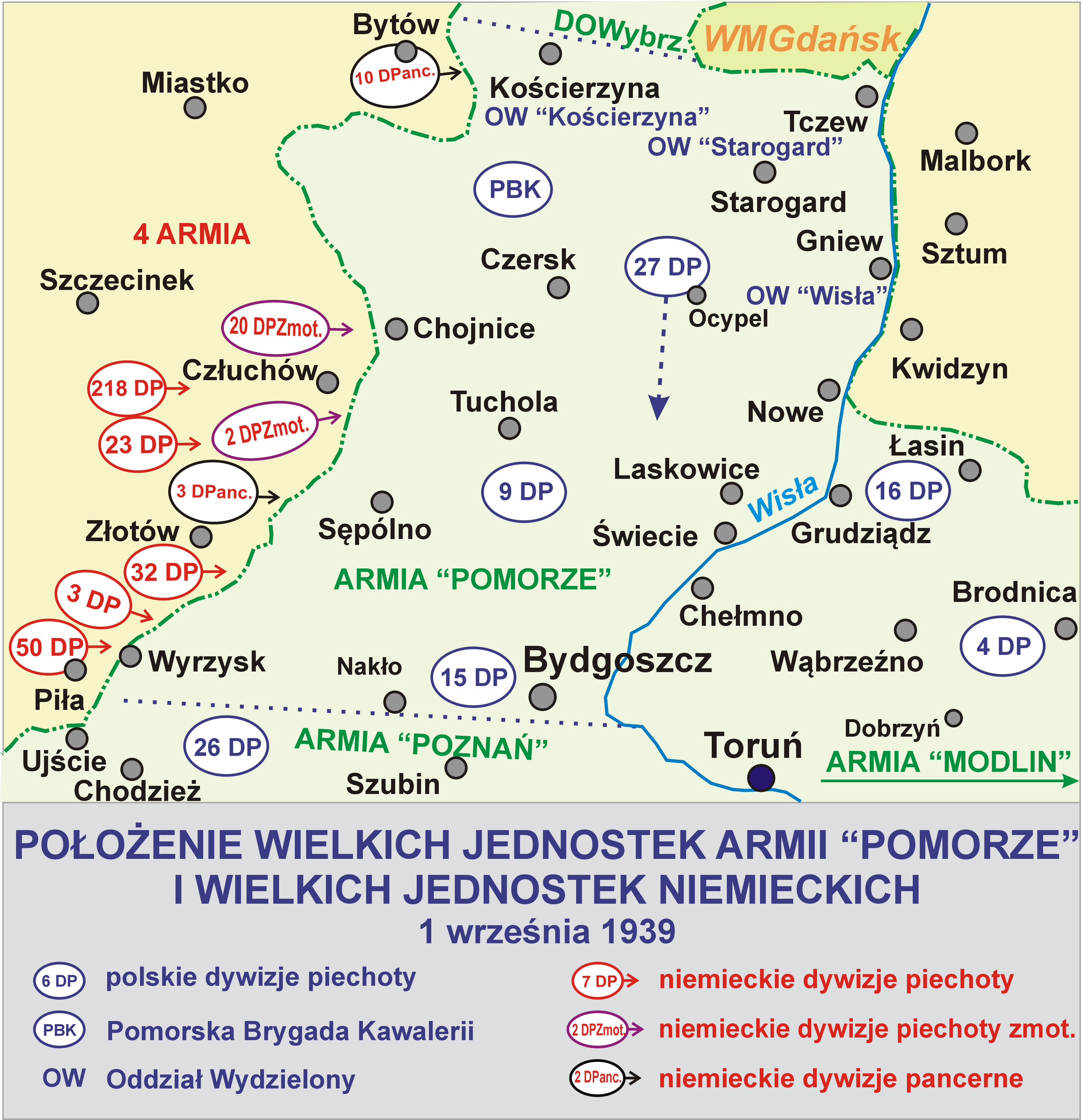
Pułk walczył w składzie 27 DP

#### Bój na Pomorzu
1 września pułk rozmieszczony był w rejonie Ocypel−Lubichowo−Osowo−Osieczno. Zgodnie z planem 27 Dywizja Piechoty miała wycofać się na południe i być w odwodzie Armii „Pomorze”. W godzinach 10:00 ÷ 12:00 rozpoczęły marsz trzy kolumny. W kolumnie zachodniej maszerował III dywizjon haubic i 10 bateria armat wraz z 50 pp, w kolumnie środkowej I dywizjon z 23 pp, a w kolumnie wschodniej dowództwo 27 pułku artylerii lekkiej z II dywizjonem wraz z 24 pp. O 12:30 rozkaz gen. Bortnowskiego nakazywał pułkowi zmienić marszrutę i do wieczora dojść do rejonu Bysław−Bysławek. Zamiarem dowódcy armii było pobicie w tym rejonie niemieckiej 3 Dywizji Pancernej. W godzinach popołudniowych gen. Bortnowski, realizując zalecenia Naczelnego Wodza, polecił ponownie 27 Dywizji Piechoty powrócić na pierwotną trasę marszu. Pomimo że zmiana kierunku marszu przebiegła dość sprawnie, marnowano drogocenny czas. Około 21:00 ppłk Galster otrzymał rozkaz zebrania całej artylerii dywizyjnej i poprowadzenia jej na Bydgoszcz wzdłuż tzw. magistrali węglowej. Maszerujące oddziały wykonały zwrot i skierowały się na Świekatowo. Około północy okazało się, że miejscowość była już zajęta przez Niemców. Dowódca dywizji gen. Drapella zdecydował się uderzyć 2 września całością sił na Świekatowo i utorować walką dalsza drogę.  
O świcie 2 września III/27 pułku artylerii lekkiej i 10/27 pal wraz z 50 pułkiem piechoty znajdowały się na zachód od Błądzimia, II/27 pal wraz z 24 pp w rejonie Lniana, a I/27 pal z 23 pp w rejonie m. Trzebcin. I dywizjon o świcie został zaatakowany przez dywersantów niemieckich. Ogień, prowadzony z dużej odległości, nie był celny, a batalion 23 pułku piechoty zmusił dywersantów do ucieczki. Około południa dywizja ruszyła do natarcia. Artyleria miała zabezpieczać natarcie całością swoich sił i środków. W czasie marszu kolumny zostały zbombardowane przez lotnictwo, ostrzelane z broni maszynowej i ogniem artylerii. Straty były niewielkie. Wtedy Niemcy wyprowadzili przeciwnatarcie. Użyto czołgów. 4 bateria kpt. Gurby z marszu zajęła stanowiska ogniowe przy szosie i zmusiła nieprzyjaciela do odwrotu. Około 14:00 II/27 pułku artylerii lekkiej wsparł ogniem natarcie II/24 pułku piechoty na Tuszyny. Miejscowość zdobyto. Godzinę później wyprowadzony przez Niemców kontratak ponownie doprowadził do utraty tej miejscowości. Podczas walki baterie artylerii nie posiadały na pierwszej linii obserwatorów. Zwiadowcy artyleryjscy wycofali się na początku walki; nie ustalono czy z powodu paniki czy też na rozkaz. Próba oddziaływania ogniowego na nieprzyjaciela zakończyła się ostrzelaniem własnej piechoty. Ogień musiano przerwać. Walki trwały do wieczora, a baterie wykonując ognie na wprost podjęły walkę z czołgami. Około 18:00 II dywizjon zwinął swoje stanowiska i przez Szewno maszerował do m. Brzezie. Tu zajął stanowiska ogniowe, a 4 bateria ostrzelała cele wskazane przez piechotę.  
Około północy dowódca II/27 pal podjął samodzielnie decyzję dalszego odwrotu. Ruszył przez Bukowiec, Różanę i dalej szosą na Bydgoszcz. W czasie boju w nieznanych okolicznościach został ranny mjr Tadeusz Skalski. Bateria 1/27 pal wraz z I/23 pp dotarła do Szewna, na rozkaz dowódcy 27 DP pomaszerowała lasem na południe. I dywizjon bez 1 baterii dotarł do rejonu m. Bramka przed godziną 16:00. Z rejonu Lipienica−Trutnowo około 14:00 marsz wprost na Świekatowo rozpoczął III dywizjon. Działony 10 baterii przydzielono do batalionów 50 pułku piechoty z zadaniem wzmocnienia obrony przeciwpancernej. Podczas rozwijania się do ataku polskiej piechoty z prawej strony Świekatowa wyszedł kontratak w sile ponad dwudziestu czołgów w boju poległ dowódca 10 baterii armat kpt. Kazimierz Kowalik . Dowódca 7 baterii kpt. Piesiewicz dał rozkaz zajęcia stanowisk i otwarcia ognia. Bateria ogniem pośrednim zniszczyła 6 czołgów niemieckich i zmusiła pozostałe do wycofania się. Po krótkiej walce opanowano wieś. Po opanowaniu Świekatowa kpt. Piesiewicz przeniósł punkt obserwacyjny do wsi. Pozostałe baterie zamierzały kontynuować marszu. Wtedy nieprzyjaciel wyprowadził kontratak. Ogień 7 baterii okazał się nieskuteczny. Do walki włączyła się 9 bateria por. rez. Dąbka. 8 bateria por. Przemyckiego nie nawiązała łączności i nie wzięła udziału w walce ogniowej. Mimo wsparcia artylerii, piechota nie wytrzymała natarcia czołgów. W wyniku walki ranny w głowę został mjr Wilkoński, ciężko ranny w pierś kpt. Piesiewicz, ranny w rękę ppor. rez. Skorupski. Powstała panika i rozpoczął się bezładny odwrót. Sytuację uratowała 8 bateria por. Przemyckiego. Zajęła ona stanowiska ogniowe między jeziorami Branickim i Zaleskim i ogniem na wprost powstrzymała natarcie Niemców. Uratowało to 50 pułk piechoty od całkowitego rozbicia. Po walce dowództwo nad III/27 pal objął dowódca 8 baterii – por. Przemycki. Kilku oficerów zabłądziło i oderwało się od swoich pododdziałów. Dołączyli później do II dywizjonu. III dywizjon wraz z II/50 pp do zmroku odpierał ataki Niemców na linii obronnej pomiędzy jeziorami. Nie mogąc nawiązać kontaktu z przełożonymi, III/27 pułku artylerii lekkiej i II/50 pułku piechoty podporządkowały się gen. Grzmot-Skotnickiemu. O zmroku pozostałe dywizjony maszerowały w kierunku Bydgoszczy. Maszerujący szosą Błądzim−Świecie I/27 pal wraz z 23 pułkiem piechoty, padł ofiarą paniki. Spowodowały to grupy dywersyjne wydające w rejonie Błądzimia okrzyki typu: „chlor” lub „kawaleria z tyłu”. Na ten głos jezdni przy działach i jaszczach zeskoczyli z koni, a część z nich zaczęła zrzucać mundury. Byli to przeważnie Żydzi i Ukraińcy. Spłoszone konie poprzewracały działa i jaszcze. W wyniku powstałego zamieszania, dywizjon (bez 1 baterii) oderwał się od piechoty. Jego porządkowanie trwało kilka godzin.  
3 września w kotle pomorskim znalazły się: dowództwo pułku, I dywizjon (bez 1 baterii) oraz III dywizjon. O świcie 3 września I dywizjon zamierzał przeprawić się przez Wisłę. Jednak lotnictwo niemieckie zniszczyło promy i nie było możliwości przeprawić sprzęt ciężki na druga stronę. Również droga na Bydgoszcz była zamknięta. W tej sytuacji mjr Bosiacki nakazał zniszczyć działa i przy pomocy dwóch łodzi rybackich przeprawić ludzi oraz konie na drugą stronę rzeki. Przeprawa znalazła się pod silnym ostrzałem oddziałów niemieckich, poniesiono wielkie straty. Resztki I dyonu zebrały się w Chełmnie i dalej przez Toruń pomaszerowały do Modlina. W rejonie Franciszkowa, będący w marszu III dywizjon poniósł duże straty w wyniku nalotów niemieckiego lotnictwa. Zdezorganizowany pododdział podzielił się ostatecznie na trzy grupy. Pierwsza, bez armat, dotarła do I/27 pal, druga skierowała się na przeprawę w rejonie Świecia i tam dostała się do niewoli, a trzecia wieczorem 3 września dołączyła w rejonie Gródka Pomorskiego do zgrupowania płk. Mikołaja Alikowa. 4 września o świcie zbiorcza grupa płk. Alikowa dotarła w okolice Jeżewa, gdzie stoczyła walkę z niemieckimi czołgami, które ogniem artylerii w tym działonów III/27 pal zostały odparte. Wieczorem tego dnia grupa płk. Alikowa dotarła do Obozu Ćwiczebnego Grupa, tam od rana 5 września stoczyła ciężkie walki. Działony III dywizjonu wsparły oddziały piechoty w walce o koszary. Po ich opanowaniu otwarto drogę do Grudziądza. Wkrótce nowe niemieckie oddziały zamknęły drogę w kierunku Grudziądza, a grupa płk. Alikowa została okrążona i rozwiązana, a żołnierze małymi grupami, po zniszczeniu dział i sprzętu ciężkiego, przenikali przez linie nieprzyjaciela. Dowódca pułku ppłk Galster, kpt. Miłkowski i reszta dowództwa, w nocy z 2/3 września, skierowali się na Grudziądz. W okolicach miasta na podręcznych środkach i łodziach rybackich przeprawiono się na wschodni brzeg Wisły. Dalej grupa maszerowała na Toruń. O świcie 6 września ppłk Galster z kpt. Miłkowskim dołączył na Podgórzu do resztek macierzystego pułku obejmując ponownie nad nim dowództwo.

#### Walki na przedmościu bydgoskim
W dalszą drogę dywizjon wyruszył dopiero około 2:00. Skierował się w kierunku Wisły na przeprawę w rejonie Przechowa. Dywizjonowy pluton łączności, nie mogąc odnaleźć swojego pododdziału, maszerował samodzielnie i ostatecznie dołączył do II dywizjonu. Pogubiły się też pododdziały II dywizjonu. Z osi marszruty zeszło dowództwo II dyonu i kolumna amunicyjna. 4. i 5 bateria skierowały się bezpośrednio na Bydgoszcz. W mieście obie baterie zostały ostrzeliwane przez dywersantów niemieckich. Maszerująca ul. Bernardyńską 4 bateria kpt. Gurby otrzymała ogień z karabinu maszynowego z kościoła ewangelickiego. Natychmiastowe przeciwdziałanie ogniowe uratowało baterię. Tymczasem 1 bateria maszerowała zgodnie z otrzymanym zadaniem. W trakcie marszu dołączyła do niej 6 bateria, zwiad i łączność II dywizjonu. O świcie 3 września osiągnięto umocnienia przedmościa bydgoskiego na południe od Włóki.
Rano 3 września II/27 pal wraz z 1 baterią miał wspierać 23 pułk piechoty obsadzający odcinek od Wisły do szosy gdańskiej. Do 10:00 stanowiska ogniowe zajęły tylko dwie baterie, z których 1 bateria znalazła się za liniami 59 pułku piechoty. Pozostałe dwie baterie miały trudności z rozwinięciem się z powodu dużego rozproszenia i utraty większości sprzętu łączności. Ostateczni stanowiska ogniowe w m. Jastrzębie koło Osielska zajęła 6 bateria. Około 10:00 na II batalion 23 pułku piechoty wyszło silne uderzenie niemieckiej piechoty wsparte artylerią. Walki trwały cały dzień. Obrona polska wytrzymała. Wieczorem następnego dnia, dowódca artylerii 27 DP polecił por. Paszkiewiczowi zwinąć stanowiska ogniowe i maszerować na Bydgoszcz. O świcie 5 września na ul. Gdańskiej w Bydgoszczy 6 bateria została ostrzelana przez dywersantów. Bateria maszerowała dalej przez m. Brzoza i Kobyle Błota do flw. Żółwin, gdzie dołączyła do reszty II dywizjonu.
Rano 5 września jako ostatnia opuściła przedmoście bydgoskie 1 bateria 27 pułku artylerii lekkiej, wkrótce po zjechaniu ze stanowisk zaatakował ją niemiecki podjazd pancerno-motorowy. Utracono armatę, część jaszczy i wozów taborowych oraz poległo 3 kanonierów. Podczas przemarszu przez Bydgoszcz bateria została ostrzelana przez dywersantów, poległ szef baterii st. ogn. Bulkiewicz, bateria ostrzałem na wprost z armat otworzyła sobie drogę i wraz z piechotą dywizji ruszyła do rejonu Osiek Wielki−Osieczek.

#### Walki odwrotowe przez Kujawy
5 września dowództwo Armii „Pomorze” nakazało reorganizację 27 Dywizji Piechoty. W skład artylerii dywizyjnej weszły 48 dywizjon artylerii lekkiej i 68 dywizjon artylerii lekkiej. Z 1 baterii i II dyonu sformowano nowy czterobateryjny dywizjon. Dowództwo objął kpt. Ugniewski, a dowódcą 1 baterii został por. Woźniak. Zbiorczy dywizjon 27 pułku artylerii lekkiej wraz z II/9 pal wchodził w skład grupy artylerii ppłk. Galstera. Z magazynów toruńskich uzupełniono żywność i braki sprzętowe. Nocą z 6 na 7 września wszystkie baterie skoncentrowały się w lesie na północ od Aleksandrowa. Następnej zaś nocy artylerzyści 27 pułku artylerii lekkiej przeszli wraz 22 pułkiem piechoty do rejonu Aleksandrów Kujawski−Służewo−Turzno. Do rana 8 września zajęto stanowiska obronne na linii rzeki Tonczyna w rejonie na zachód od Służewa. Przed południem na przedpolu 22. i 23 pułku piechoty wywiązała się kilkugodzinna walka ogniowa. Nieprzyjacielowi nie udało się przełamać obrony polskiej, skutecznie wspieranej przez własną artylerię. Około 16:00 dowódca AD 27 DP płk dypl. Uthke polecił ppor. rez. Łosiowi wziąć pluton haubic z 6 baterii i zorganizować obronę przeciwpancerną na kierunku Aleksandrów Kujawski−Służewo. Nocą z 8 na 9 września zreorganizowany 27 pułk artylerii lekkiej maszerował i nad ranem zajął stanowiska ogniowe między Brzeziem a m. Rózinowo. Jego zadaniem było bezpośrednie wsparcie 23 pułku piechoty. 4 bateria (prawdopodobnie) zajęła stanowiska między Mikanowem a Wisłą i wspierała 24 pułk piechoty. W tym też dniu próbowano zaopatrzyć baterie w amunicję. Z uwagi na duże odległości do magazynów, plan nie powiódł się. Wieczorem wycofano się bez walki na linię rzeki Zgłowiączka. Do północy zakończono przegrupowanie. Zgodnie z rozkazem gen. Drapelli wydanym o 14:30, wszystkie baterie 27 pułku artylerii lekkiej wraz z 23 pułkiem piechoty wyznaczone zostały do odwodu dywizji 6/27 pal została podczas marszu ostrzelana zza Wisły i poniosła straty w poległych, rannych i koniach. Ostatecznie zajęły stanowiska ogniowe w rejonie m. Dębice. Rano 10 września II/27 pal, na skutek złej obserwacji, omyłkowo ostrzelał wycofujące się po wypadzie poprzez linie niemieckie oddziały polskiej piechoty. Rejon Brześcia Kujawskiego opuszczono nocą z 10 na 11 września. Nowa linia obrony przebiegała od Wisły, wzdłuż Zgłowiączki, potoków Przedpolna i Rakutówka. Baterie 27 pułku artylerii lekkiej zajęła stanowiska ogniowe koło Warząchewki Polskiej. Po utracie przez 22 pułk piechoty stanowisk w rejonie Wieniec - Nowy Młyn i Kąty, o godz.17.00 baterie 27 pal wsparły ogniem artylerii kontratak piechoty 27 DP. Dobre maskowanie uchroniło baterie 27 pal przed ostrzałem niemieckich ciężkich baterii.
11 września Niemcy podeszli do stanowisk ogniowych 6 baterii od tyłu. Dzięki stojącej w pobliżu kompanii przeciwlotniczej, atak odrzucono. Pozostałe baterie pułku przydzielone bezpośrednio do wsparcia oddziałów piechoty też brały udział w walkach. W Baruchowie odnaleziono kilka jaszczy z kolumny amunicyjnej 1 dywizjonu. Następnego dnia od rana trwała walka ogniowa. Baterie otrzymały amunicję dowiezioną przez 120 wozów prowadzonych przez ppor. Kostrzewę. Pochodziła ona z ewakuowanego z Torunia pociągu amunicyjnego. 12 września o godz. 18:00 baterie 27 pułku artylerii lekkiej otrzymały zadanie wspierać 23 pułk piechoty w obronie broniącego rubieży Dębice−Łaniewki−kolonia Nakonowo. Jeden działon miał zostać skierowany do wysuniętego punktu przeciwpancernego, zadaniem którego było stworzenie przeciwpancernej zapory w m. Kowal. Marszem nocnym, tuż przed świtem zajęto wyznaczone stanowiska. 13 września pozostawano na stanowiskach w lasach nadleśnictwa Kowal bez styczności z nieprzyjacielem.

#### Udział w bitwie nad Bzurą
Rozkaz dowódcy dywizji z 14:00 nakazywał 27 pułkowi artylerii lekkiej wraz z 23 pułkiem piechoty maszerować nocą do Gostynina i bronić go. 14 września o 14:00 atakowano zdobyte przez Niemców Radziwie. Wspierała jedna bateria 27 pułku artylerii lekkiej. Pozostałość 27 pal wspierać miała ze stanowisk na południe od Gostynina zgrupowanie osłonowe dowódcy 27 DP na odcinku jez. Białe−Lucień−Nagodów i na linii Nagodów−Wrząca−Polesie−Zaborów−Sokołów. Około 12:00 niemiecka 50 DP uderzyła na pozycje 23 pułku piechoty. Atak został odparty przy współudziale baterii 27 pułku artylerii lekkiej. Nocą z 14 na 15 września, grupa płk. dypl. Kawińskiego zaatakowała wzdłuż toru kolejowego Gostynin − Radziwie. Atak ten wspierany był przez 4 baterię 27 pułku artylerii lekkiej. Intensywny ogień spowodował jednak wyczerpanie amunicji. Wczesnym popołudniem 15 września gen. Tokarzewski nakazał oderwać się od nieprzyjaciela, a 27 pułk artylerii lekkiej skierowany został do rejonu na zachód od Gostynina. Tam uzupełnił amunicję. Wieczorem przeszedł do lasów w rejonie Uderz−nadleśnictwo Kampinos. W związku z zajęciem przez Niemców Gąbina, nakazano wstrzymać marsz i powrót na poprzednie stanowiska. Wieczorem 16 września nieprzyjaciel uderzył z kierunku Dobrzykowa i dworu Łąck. dywizjon 27 pułku artylerii lekkiej wycofywał się po osi Gąbin − Sanniki − Brzozów Stary. 17 września maszerujące kolumny zostały zbombardowane przez niemieckie lotnictwo. 4. i 5 bateria utraciły wszystkie działony. 6 bateria rozśrodkowała się i poniosła mniejsze straty. Kolejne uderzenia lotnicze rozbiły jednak baterię. Ostatecznie do lasu Uderz dotarła jedynie 6 bateria przyprowadzając 2 działa, 3 jaszcze i część taboru. W rejon Iłowa dotarła 1 bateria. Tu, w wyniku bombardowań i walk z Niemcami, pododdział utracił pozostałe 3 armaty i jaszcz. Poniesiono poważne straty wśród obsług dział i w zwiadzie. Resztki baterii skierowały się ku Bzurze. Po dotarciu do rzeki, z braku możliwości przeprawy, zniszczono ostatni jaszcz i rozproszyła się. Pozostałość 6 baterii przeprawiła się przez bród i skierowała się w stronę Warszawy jeden z działonów dołączył do I dywizjonu 16 pal. Od 17 września część żołnierzy 27 pal skierowała się ku Bzurze i przedzierała się przez Puszczę Kampinoską do Warszawy. Do Modlina dotarł pluton łączności I/27 pal, dalej omyłkowo skierowano, go do Mińska Mazowieckiego, po czym udał się do Lublina. Po drodze zaskoczony przez wojska niemieckie ostrzałem broni maszynowej i artylerii rozproszył się.

#### Walki w rejonie Warszawy i w jej obronie
19 września w Warszawie znajdowała się bateria 27 pułku artylerii lekkiej pod dowództwem por. rez. Józefa Polaka. Liczyła 3 oficerów, 25 podoficerów, 85 szeregowych, 12 koni i 2 wozy taborowe. Na jej wyposażeniu znajdowało się zaledwie 37 kbk. W Parku Ujazdowskim miała zostać wyposażona w haubice kal. 100 mm.  
20 września grupa żołnierzy pułku prowadzona przez por. Paszkiewicza dotarła do Palmir. Tu spotkano ppłk. Galstera i następnego dnia przeszła do Warszawy, na Cytadelę. Rozkazem płk. Jancewicza ten zbiorczy pododdział pod dowództwem ppor. rez. Łosia włączono jako uzupełnienie do 15 pułku artylerii lekkiej. Większość oficerów 27 pułku artylerii lekkiej skierowano do punktu zbornego artylerii w Łazienkach. Do Warszawy przerwały się także resztki 6 baterii z ppor. rez. Telmanym. W jej skład włączano także pojedynczych żołnierzy z innych pododdziałów pułku. Zgodnie z planem, bateria ta miała być użyta do osłony wysuniętych punktów obserwacyjnych strzelających baterii. Z powodu kapitulacji nie doszło do tego.

### Oddział Zbierania Nadwyżek 27 pal
Oddział nadwyżek 27 pal został powołany w koszarach pułku tuż po zakończeniu mobilizacji alarmowej. Gromadził pozostałych po mobilizacji 27 pal rezerwistów i kadry wydzielonej do mobilizowania w ramach I rzutu mobilizacji powszechnej, od 31 sierpnia 52 i 62 dal i baterii marszowych 1/27 pal i 1/13 pal. Po opuszczeniu koszar przed wyjazdem na Pomorze 27 pal przybył do garnizonu dowódca OZN ppłk Stanisław Hackel, przejął zasoby kadrowe magazyny. Z  OZN 27 pal pozostało 7 oficerów, 10 podoficerów i ok. 800 szeregowych głównie rezerwy. Z tego składu sformowano do 5 i 6 września 52 i 62 dal, a do 8 i 9 września 1939 roku baterie marszowe. Wszystkie sformowane pododdziały podjęły szkolenie i zgrywanie zaprzęgów w okolicznych miejscowościach. W dniach 6-10 września dywizjony odbyły ostre strzelania na poligonie. Po czym zostały załadowane w dniach 10 i 11 września do transportów kolejowych i odjechały do miejsc przeznaczenia. Od 31 sierpnia na bazie zgłaszających się rezerwistów, a także z zasobów kadrowych i sprzętu i uzbrojenia 27 pal i Wołyńskiej Szkoły Podchorążych Rezerwy Artylerii mobilizowano Ośrodek Zapasowy Artylerii Lekkiej typ specjalny nr 2.
| Struktura organizacyjna i obsada personalna we wrześniu 1939 | Struktura organizacyjna i obsada personalna we wrześniu 1939 |
| Dowództwo                                                    | Dowództwo                                                    |
| ------------------------------------------------------------ | ------------------------------------------------------------ |
| dowódca pułku                                                | ppłk Karol Lucjan Galster                                    |
| adiutant                                                     | kpt. Leon Miłkowski                                          |
| oficer obserwacyjny                                          | ppor. Jan Kostrzewa                                          |
| oficer zwiadowczy                                            | ppor. Zenon Chodorowski                                      |
| oficer łączności                                             | por. Władysław Moszczeński                                   |
| dowódca plutonu topo.-ogn.                                   | por. Bolesław Karczewski                                     |
| I dywizjon (12 armat 75 mm)                                  |                                                              |
| dowódca dywizjonu                                            | mjr Brunon Bosiacki                                          |
| adiutant dywizjonu                                           | por. rez. Józef Polak                                        |
| oficer zwiadowczy                                            | ppor. Jan Kostrzewa                                          |
| oficer łącznikowy                                            | ppor. rez. Michał Czapracki                                  |
| dowódca 1 baterii                                            | kpt. Roman Ugniewski                                         |
| oficer zwiadowczy                                            | por. Jan Woźniak                                             |
| oficer ogniowy                                               | ppor. rez. Janusz Ślaski                                     |
| dowódca 2 baterii                                            | kpt. Władysław Wrotniak                                      |
| dowódca 3 baterii                                            | por. Bolesław Kolpy                                          |
| II dywizjon (12 haubic 100 mm)                               |                                                              |
| dowódca dywizjonu                                            | mjr Tadeusz Skalski                                          |
| dowódca 4 baterii                                            | kpt. Wojciech Gurba                                          |
| oficer ogniowy                                               | ppor. rez. Michał Kaczkowski                                 |
| dowódca 5 baterii                                            | kpt. Adam Burnatowicz                                        |
| dowódca 6 baterii                                            | por. Olgierd Paszkiewicz                                     |
| oficer zwiadowczy                                            | ppor. Tadeusz Gosławski                                      |
| oficer ogniowy                                               | ppor. Tadeusz Jaworski                                       |
| III dywizjon (12 haubic 100 mm)                              |                                                              |
| dowódca dywizjonu                                            | mjr Izydor Wilkoński                                         |
| adiutant dywizjonu                                           | ppor. rez. Kazimierz Skorupski                               |
| oficer zwiadowczy                                            | ppor. rez. inż. Kazimierz Zub                                |
| oficer obserwacyjny                                          | ppor. rez. Stanisław Łoś                                     |
| oficer łączności                                             | ppor. rez. Jan Połtowicz                                     |
| oficer łącznikowy                                            | ppor. rez. Adam Goetz                                        |
| dowódca 7 baterii                                            | kpt. Franciszek Piesiewicz                                   |
| dowódca 8 baterii                                            | por. Witold Przemycki                                        |
| oficer zwiadowczy                                            | ppor. rez. Jan Szczur                                        |
| dowódca 9 baterii                                            | por. rez. Stanisław Dąbek                                    |
| dowódca 10 baterii (armat 75 mm)                             | kpt. Kazimierz Kowalik                                       |
| oficer zwiadowczy                                            | por. rez. Zdzisław Piotrowski                                |

## Symbole pułkowe

### Sztandar
17 lipca 1938 roku, na lotnisku w Zamościu, Marszałek Polski Edward Śmigły-Rydz wręczył dowódcy pułku sztandar. Wzór sztandaru został zatwierdzony przez Prezydenta RP Ignacego Mościckiego.

Sztandar został wykonany zgodnie z wzorem określonym w rozporządzeniu Prezydenta Rzeczypospolitej z dnia 13 grudnia 1927 o godłach i barwach państwowych oraz o oznakach, chorągwiach i pieczęciach.
Na prawej stronie płata znajdował się amarantowy krzyż, w środku którego wyhaftowano orła w wieńcu laurowym. Na białych polach, pomiędzy ramionami krzyża, znajdowały się cyfry 27 w wieńcach laurowych.

Na lewej stronie płata sztandarowego, pośrodku krzyża kawaleryjskiego znajdował się wieniec taki sam jak po stronie prawej, a w wieńcu trzywierszowy napis „HONOR I OJCZYZNA”. W rogach sztandaru, w mniejszych wieńcach umieszczone były na tarczach:
w prawym górnym wizerunek Matki Boskiej Częstochowskiej
w lewym górnym wizerunek patronki artylerii Świętej Barbary
w prawym dolnym godło Włodzimierza Wołyńskiego
w lewym dolnym odznakę pamiątkową 27 pułku artylerii lekkiej
Na ramionach amarantowego krzyża kawalerskiego wyhaftowane nazwy miejscowości z datami walk poprzedników pułku:
na górnym Żywotów 29 V 1920
na dolnym Włodzimierz Woł. 2 X 1921
na lewym Wilno 21 IV 1919
W końcu sierpnia 1939 roku sztandar znajdował się wraz z pułkiem na Pomorzu. 3 września był przy bateriach walczących na przedmościu bydgoskim. Przed utratą uratował sztandar kapral Mucha, który doniósł go pieszo do Torunia. Dowódca pułku odesłał sztandar z Torunia do Włodzimierza. Podczas ewakuacji płat sztandaru zakopano i już nie odnaleziono. Srebrnego orła i gwoździe z drzewca zakopał w Rykach por. Miller. Potem znak pułkowy wykorzystywano do zaprzysiężenie przyjmowanych do konspiracji żołnierzy. Po raz kolejny orła i gwoździe ukryto w dworku w Osmolicach.
W 1959 roku zorganizowano poszukiwania sztandarów. niestety, nie udało się natrafić na jakikolwiek ślad. Dopiero w marcu 1965 roku były dozorca majątku Osmolice Władysław Wojda, odkopał blaszane pudełko. Zawierało ono orła z podstawą, na której widniała liczba „27”, oraz szarfy sztandaru i 14 gwoździ od drzewca. Znalezisko przekazano do Muzeum Wojska Polskiego w Warszawie.
W zbiorze relacji z Banknock widnieje zapis: „27 Pułk Artylerii Lekkiej − Sztandar przechowany w majątku p. Tyszowskich w m. Siedlisko koło Grabowca. − Meldunek ppłk. Stanisława Hackla”.

### Odznaka pamiątkowa
Odznaka ma kształt krzyża maltańskiego wpisanego w koło wypełnione zieloną emalią.
Pośrodku krzyża umieszczono napis 27 pal. Pomiędzy ramionami krzyża skrzyżowane lufy armatnie. Całość wpisana w koło symbolizujące poprzeczny przekrój lufy armatniej, z wnętrzem wypełnionym zieloną emalią. Odznaki dla szeregowych wykonane były w całości z białego metalu.
Po raz pierwszy wręczone zostały 2 października 1931 roku w dniu święta pułkowego. Tylko część odznak była numerowana. Odznaki numerowane otrzymywała zarówno kadra zawodowa jak i oficerowie rezerwy czy szeregowi. 9 czerwca 1936 roku honorową odznakę otrzymał prezydent RP prof. Ignacy Mościcki.

## Włodzimierscy artylerzyści
Dowódcy pułku

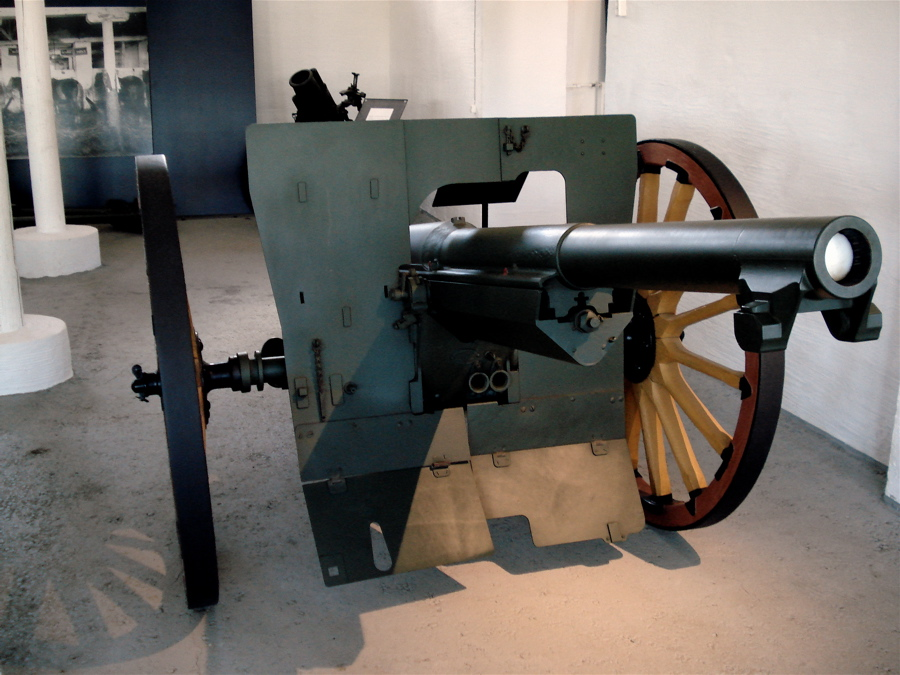
Armata 75 mm wz. 1897

- płk art. Stanisław Miller (2 X 1921 – 15 V 1924 → zastępca szefa Departamentu III MSWojsk.[69])
- ppłk art. Lucjan Tadeusz Szulc (VII 1924 – XI 1925 → dowódca 23 pap)
- ppłk Hipolit Gawdziński (wz. od 14 XI 1925)
- płk SG Marian Bolesławicz (od 9 II 1926)
- płk dypl. art. inż. Tadeusz Kurcyusz (4 XII 1926 – 28 I 1931 → dyspozycja dowódcy OK II)
- płk art. Leonard Lubański (28 I 1931 – X 1935 → dowódca 4 GA)
- ppłk / płk dypl. Andrzej Juliusz Uthke (13 XI 1935 − 14 VIII 1939 → dowódca artylerii dywizyjnej 27 DP)
- ppłk art. Karol Lucjan Galster (14 VIII − IX 1939)

Zastępcy dowódcy pułku (od 1938 roku – I zastępca dowódcy)
- mjr / ppłk art. Hipolit Gawdziński (15 X 1922[70] – 31 X 1927 → praktyka poborowa w PKU Włodzimierz)
- mjr / ppłk art. Zdzisław Latawiec (31 X 1927 – 23 III 1932 → zastępca dowódcy 31 pal)
- ppłk art. Roman Władysław Gorczyński (23 III 1932[71] – 4 VII 1935 → dowódca 23 pal)
- ppłk art. Hieronim Suszczyński (31 VIII 1935 – 16 V 1936 → dowódca 13 dak)
- mjr art. mgr Kazimierz Sobolewski (Ii z-ca dcy/kwatermistrz – IV – 31 VIII 1939 → dowódca 52 dal)

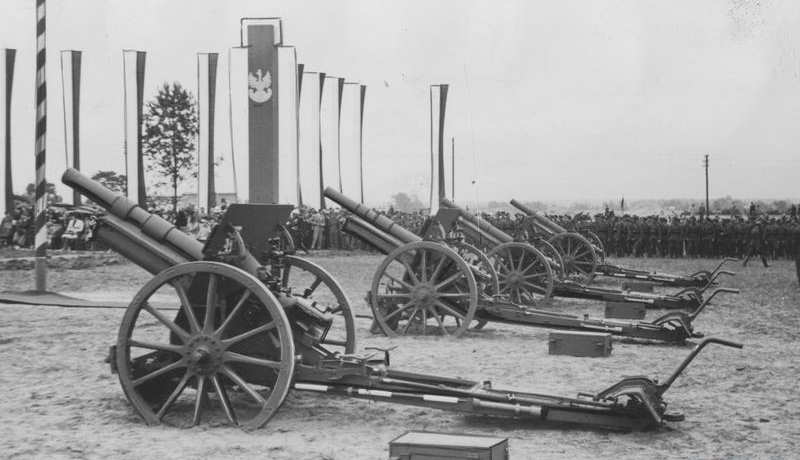
Haubice 100 mm wz. 1914/19P

Oficerowie i żołnierze pułku

### Żołnierze 27 pułku artylerii lekkiej - ofiary zbrodni katyńskiej
Biogramy ofiar zbrodni katyńskiej znajdują się między innymi w bazach udostępnionych przez Ministerstwo Kultury i Dziedzictwa Narodowego oraz Muzeum Katyńskie.
| Nazwisko i imię         | stopień              | zawód             | miejsce pracy przed mobilizacją    | zamordowany |
| ----------------------- | -------------------- | ----------------- | ---------------------------------- | ----------- |
| Binder Eugeniusz        | porucznik rezerwy    | inżynier          |                                    | Katyń       |
| Błoński Kazimierz       | podporucznik rezerwy | inżynier mechanik |                                    | Katyń       |
| Karocki Łukasz          | podporucznik rezerwy | inżynier          |                                    | Katyń       |
| Krupa Franciszek        | podporucznik rezerwy |                   | instruktor rolniczy w Tarnopolu    | Katyń       |
| Michalski Stanisław     | porucznik rezerwy    | pracownik naukowy | Akademia Medycyny Weterynaryjnej   | Katyń       |
| Mijakowski Franciszek   | podporucznik rezerwy | inżynier rolnik   | SGGW                               | Katyń       |
| Rojecki Henryk          | podporucznik rezerwy | prawnik           | gazeta „Polityka”                  | Katyń       |
| Schneider Wilhelm       | podporucznik rezerwy | prawnik           |                                    | Katyń       |
| Szubert Feliks          | podporucznik rezerwy | nauczyciel        | szkoła w Szczebrzeszynie           | Katyń       |
| Tłok Zbigniew Stefan    | podporucznik rezerwy | prawnik           | Sąd Grodzki w Pleszwie             | Katyń       |
| Wronowski Marian        | podporucznik rezerwy | nauczyciel        | szkoła w Rębielicach               | Katyń       |
| Małecki Jan             | podporucznik rezerwy | mierniczy         |                                    | Charków     |
| Śledziński Roman Ludwik | podporucznik rezerwy | nauczyciel        |                                    | Charków     |
| Wolniewicz Stanisław    | porucznik rezerwy    | prawnik, mgr      |                                    | Charków     |
| Zadzierski Edmund       | podporucznik rezerwy | ekonomista, mgr   |                                    | Charków     |
| Malczewski Stanisław    | podporucznik         | żołnierz zawodowy |                                    | ULK         |
| Massalski Albert        | podporucznik         | żołnierz zawodowy |                                    | ULK         |
| Michner Franciszek      | kapitan              | żołnierz zawodowy |                                    | ULK         |
| Moszara Józef           | kapitan rezewy       | komornik sądowy   | pracował w Monasterzyskach         | ULK         |
| Piekarski Stanisław     | podporucznik rezerwy | inż. mechanik     | asystent na Politechnice Lwowskiej | ULK         |
| Rychlicki Władysław     | podporucznik rezerwy | urzędnik          |                                    | ULK         |